# Agatías
Agatías (Mirina, Asia Menor, c. 536-Constantinopla, 582 o 594), llamado Escolástico (Agatías Escolástico o Agatías Scholasticus), fue un hombre de letras e historiador bizantino, y una de las fuentes principales para el período del reinado de Justiniano I.

## Biografía
Nació hacia el año 536 en Mirina (Μύρίνα), ciudad de Misia (Asia Menor) en la costa occidental de la actual Turquía, unos 37 km al suroeste de Pérgamo, de la que hoy solo quedan restos.
Fue probablemente educado en Constantinopla, estudió Derecho en Alejandría y regresó a Constantinopla en 554, donde completó su entrenamiento y ejerció como abogado (scholasticus). Nos cuenta que llegó a ser el «el padre de la ciudad», expresión que se refiere al edil encargado de las obras públicas. Y que trabajaba en el Pórtico Imperial, que era el centro de la actividad jurídica de Constantinopla, de la mañana a la noche.
Escribió Daphniaca y editó el Ciclo de Nuevos Epigramas, una antología de poemas coetáneos como los de Paulo Silenciario, Macedonio Cónsul y Triboniano. También escribió notas marginales sobre el Itinerario de Pausanias. Tras la muerte de Justiniano I en 565, teniendo Agatías treinta años de edad, algunos de sus amigos lo convencieron de escribir la historia de su propio tiempo. El resultado fueron los cinco libros de sus Historias, que continúan la obra Historia de las guerras de Procopio.
Aunque la superioridad de Procopio como historiador es clara, Agatías es un relator confiable e importante para esta fase de la Antigüedad Tardía. Varios de los hechos que describe no aparecen en ninguna otra obra, y siempre ha sido visto como una valiosa fuente para el período que trata, correspondiente a los años 552-558/9 del reinado de Justiniano I. Es citado con frecuencia por los historiadores eclesiásticos.
Algunos comentaristas cristianos notan la superficialidad del cristianismo nominal de Agatías:

Hay razones para dudar de que haya sido un cristiano, aunque parece improbable que haya podido ser un pagano genuino en fecha tan tardía.
Enciclopedia Católica, 1907

Ningún pagano declarado podría aspirar a una carrera pública durante el reinado de Justiniano, pero el historiador Anthony Kaldellis opina que la amplia cultura de Agatías no era eminentemente cristiana. Sin embargo, en sus relatos acerca de la Persia sasánida distinguió de forma rotunda entre "cristianos" e "infieles", identificando a estos últimos como paganos indignos de confianza.
No sabemos la fecha exacta de la muerte de Agatías, pero podemos deducir que falleció en Constantinopla entre el año 582 o 594, debido a que la última referencia datable en la obra es la muerte de Cosroes en 579. Y si habla de Mauricio, pero no se refiere a él como emperador, podemos deducir que murió antes del ascenso de Mauricio (582).

## Obras
Agatías es autor de poesía erótica (Daphniaca), el Ciclo de Nuevos Epigramas o Ciclo y las Historias. También escribió notas marginales sobre el Itinerario de Pausanias.

### Daphniaca
Escribió nueve libros de poesía erótica (Daphniaca), que no han llegado hasta nosotros.

### Epigramas
Reunió una antología de epigramas y sonetos, tanto propios como de autores anteriores y contemporáneos, bajo el título de Ciclo de Nuevos Epigramas o Ciclo (Κυκλος).
Esta obra no nos ha llegado completa, sino incluida en la Anthologia Graeca, más conocida como Antología Palatina, que contiene cerca de cien epigramas, en los que muestra considerable gusto y elegancia. Algunos de estos poemas son anteriores al año 565.

Es el último en quién podemos aún observar algunas chispas del fuego poético de los epigramáticos clásicos.
Enciclopedia Católica

### Historias
En 565 comienza a escribir las Historias (o Sobre el reinado de Justiniano), que nunca llegó a concluir, cuyos cinco libros son una continuación de la Historia de las guerras de Procopio, que terminaba con los eventos del año 552. 
La obra trata de los hechos acontecidos desde el año 552 hasta 558 o 559. Se refiere principalmente a las campañas de los ejércitos bizantinos, al mando del eunuco Narsés, contra los vándalos, los godos y los francos, así como a las luchas contra los persas y los hunos.
Puesto que refiere la muerte del rey persa Cosroes I (†579) pero no la subida al trono del emperador Mauricio (582), se supone que la obra habría sido abandonada hacia el año 580, ya por el fallecimiento del autor o por causas desconocidas.
Como continuador de Procopio, lo imita en la forma y también en la abundancia de episodios atractivos. No obstante, el historiador Edward Gibbon contrasta a Agatías como "un poeta y retórico" con Procopio, "un estadista y soldado". Agatías obtuvo su información a través de testigos, a diferencia de Procopio, quien ejerció personalmente importantes cargos militares y políticos.
Es importante el hecho de que Agatías dice haber tenido acceso constante a fuentes persas. Pero sus muchos errores y equivocaciones hacen al menos dudoso que realmente tuviera a mano una traducción de los anales reales sasánidas.
Agatías da rienda suelta a su imaginación y sus páginas abundan en reflexiones filosóficas. Se deleita en describir los modales, costumbres y religión de los pueblos sobre los que escribe; presta mucha atención a los grandes disturbios de su tiempo, terremotos, plagas, hambrunas; y no falla en insertar «varios detalles menores sobre ciudades, fuertes y ríos, filósofos y comandantes subordinados».
Varios de los hechos que describe no aparecen en ninguna otra obra, y siempre ha sido visto como una valiosa fuente para el período que describe.
— El autor se enorgullece de su honestidad e imparcialidad, pero le faltan criterio y conocimiento de los hechos; la obra, no obstante, es valiosa por la importancia de los eventos que trata. — Enciclopedia Británica, 1911.
En su relato de las guerras de Justiniano en Italia da una descripción de los merovingios, basada en los relatos de griegos residentes en Marsella, y bastante distinta de la imagen que da Gregorio de Tours en su Historia de los francos. Dice Agatías:
"Esos francos no son nómadas, utilizan la administración y las leyes romanas. De hecho no se distinguen de los romanos más que por su lengua y su vestido. Lo que más admiro de ellos es su rectitud y su unión. No existe entre ellos ni el derecho ni la costumbre de que el Estado se halle en dificultades por culpa de una querella entre reyes. Por ello los francos tienen un poder sólido y leyes estables".
Agatías (Historias 2.31) es la única autoridad que comenta la clausura por Justiniano de la Academia Platónica —en realidad, neoplatónica— de Atenas en el año 529, que es frecuentemente citada como la fecha que marca el fin de la Antigüedad. Los eruditos dispersados encontraron refugio temporal en la capital persa de Ctesifonte, llevándose consigo tantos libros como pudieron transportar. Luego, habiendo recibido garantías de seguridad, regresaron a Edesa.

## Ediciones de lasHistorias
- B.G. Niebuhr para el Corpus SS. Byzant., Bonn, 1828.
- Patrologia Graeca, LXXXVIII, 1248-1608.
- K.W. Dindorf, Hist. Graeci minores (1871), II, 132-453.